# Gran (Noruega)
Gran es un municipio de la provincia de Oppland en la región de Østlandet, Noruega. A 1 de enero de 2018 tenía una población estimada de 13 770 habitantes.
Se encuentra ubicado en el interior del sur del país, en la zona de los Alpes escandinavos.

## Historia
Granavollen es el sitio de las Iglesias Hermanas (en noruego: Søsterkirkene). Estas dos iglesias de piedra son de la Edad Media y fueron construidas una al lado de la otra. La más pequeña y antigua es la Mariakirke, una iglesia de una sola nave construida en estilo románico, construida en algún momento antes de 1150. La vecina Nikolaikirke es una basílica de tres naves, probablemente inspirada en la construcción de la iglesia de St. Halvardskirke en Oslo. Fue construido en algún momento entre 1150 y 1200. Según el folclore local, las iglesias fueron construidas por dos hermanas. Estos dos se detestaban tanto que no podían compartir la misma iglesia. Sin embargo, una explicación más probable es que el Mariakirke fue construido para la congregación local, mientras que el Nikolaikirke fue la iglesia principal de la parroquia de Hadeland. La Piedra de Granavollen se encuentra detrás del Nikolaikirken.
La antigua iglesia de Tingelstad (Tingelstad St.Petri Kirke) es otra iglesia medieval de piedra. Es una iglesia románica de piedra, fechada en el siglo XII y dedicada a San Pedro. Esta iglesia ha sobrevivido a pesar de que no ha estado en uso regular durante unos 140 años.
Esta es también la ubicación de Hadeland Folkemuseum con una colección de edificios de la zona, implementos agrícolas, así como un montículo de tumbas de la Época vikinga y una réplica de la Piedra de Runa Dynna del siglo XI (Dynnasteinen). También contiene un archivo de fotografías y documentos.

## Geografía
Gran es parte de la región de Hadeland. Limita al norte con los municipios de Søndre Land y Vestre Toten, al este con Hurdal y Nannestad, al sur con Lunner y Jevnaker, y al oeste con Ringerike. Las áreas de población concentrada incluyen Moen, Brandbu, Gran y Jaren.

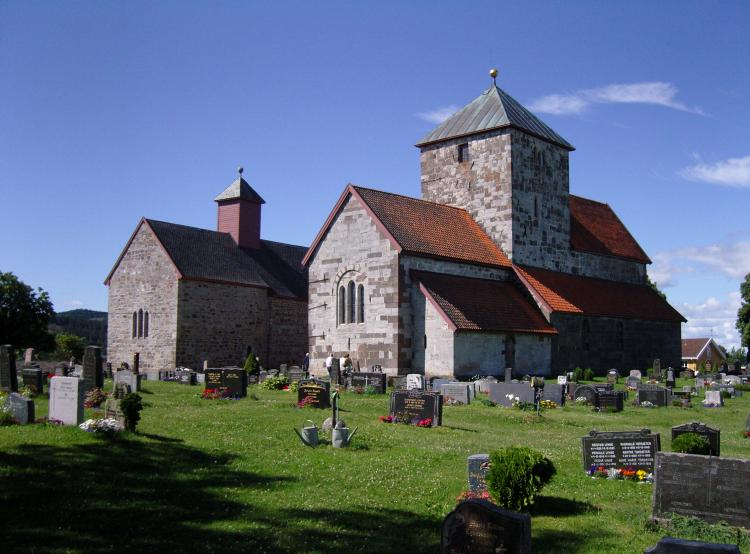
Las iglesias hermanas.

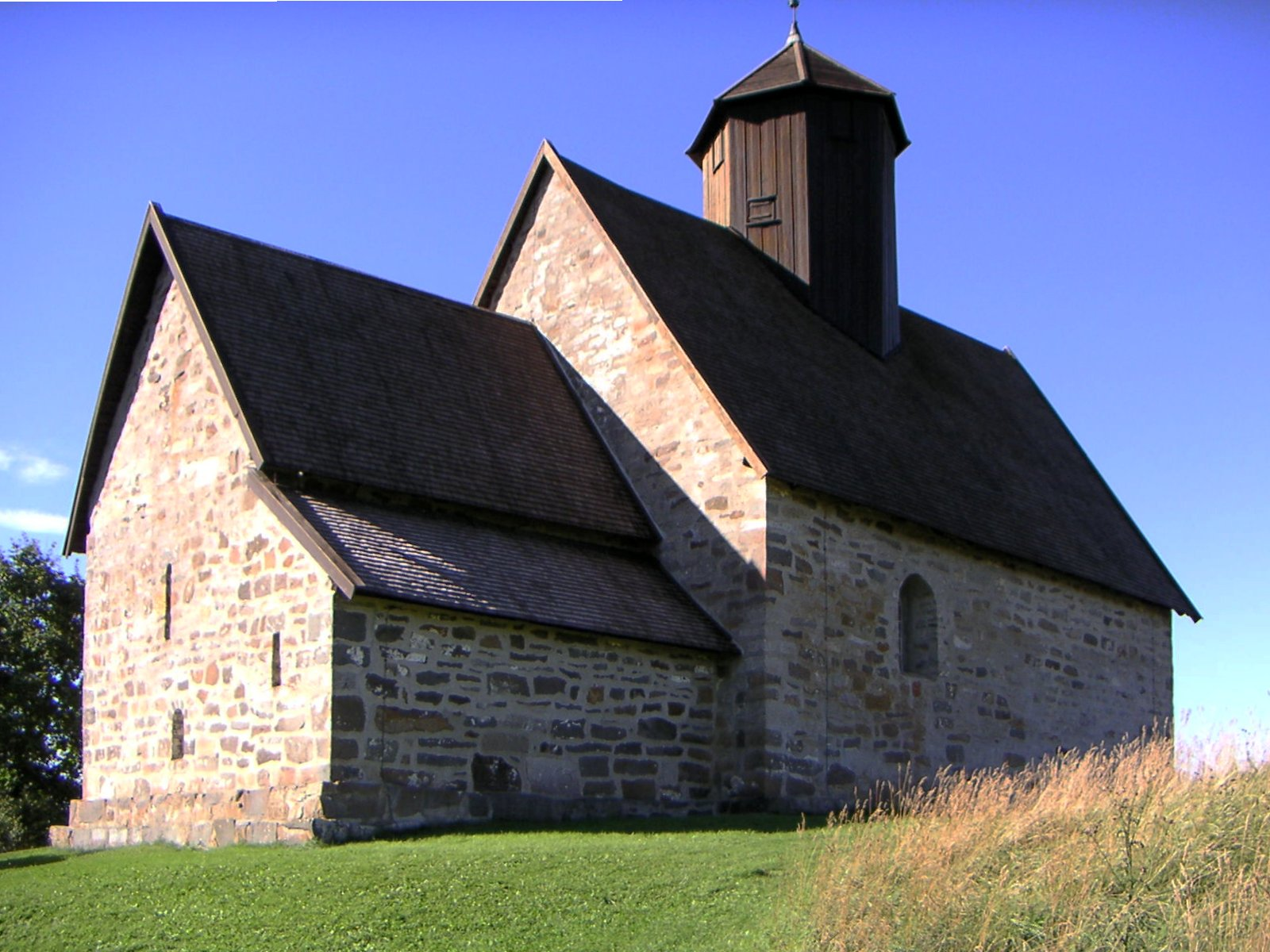
Iglesia vieja de Tingelstad.